# Ауха (остров)
Ауха (араб. عوهة‎) — необитаемый остров в Персидском заливе, принадлежащий Кувейту. Расположен в 2 километрах к юго-востоку от острова Файлака и в 33 километрах к востоку от мыса Эль-Ард в Эс-Салимия, пригороде Эль-Кувейта. Остров длиной 800 метров, шириной 540 метров и площадью 0,34 квадратного километра. На острове расположен маяк, представляющий собой 20-метровую башню квадратного сечения с металлическим каркасом. Фокальная плоскость расположена на высоте 23 метров. Маяк даёт три белых вспышки каждые 10 секунд. Маяки на Аухе и мысе Рас-эль-Ард обрамляют вход в залив Кувейт. Остров является закрытой для посещения территорией. Из-за острова происходили территориальные разногласия у Кувейта с Ираном, который неоднократно выдвигал свои претензии на острова Ауха, Куббар и Файлака.